# Kaposi Edit
Kaposi Edit (Vass Lajosné) (Budapest, 1923. február 16. – Budapest, 2006. április 13.) magyar tánctörténész, etnológus.

## Életpályája
Szülei: Kaposi József és Csóka Julianna voltak. 1943–1948 között a Pázmány Péter Tudományegyetem történelem-földrajz szakos hallgatója volt. 1949–1950 között a Magyar Táncszövetség munkatársa volt. 1951–1979 között a Népművészeti, később a Népművelési Intézet táncosztályának tudományos munkatársa volt. 18 évig a Táncművész Szövetség elnökségi tagja, a tudományos tagozat vezetője. 1953–1971 között a Táncművészeti Értesítő, 1972–1989 között a Hungarian Dance News szerkesztőjeként dolgozott.
Kutatási területe a néptánc- és társastánctörténet, valamint a magyar színházi tánckultúra.
Sírja az Új köztemetőben található (20-5-1).

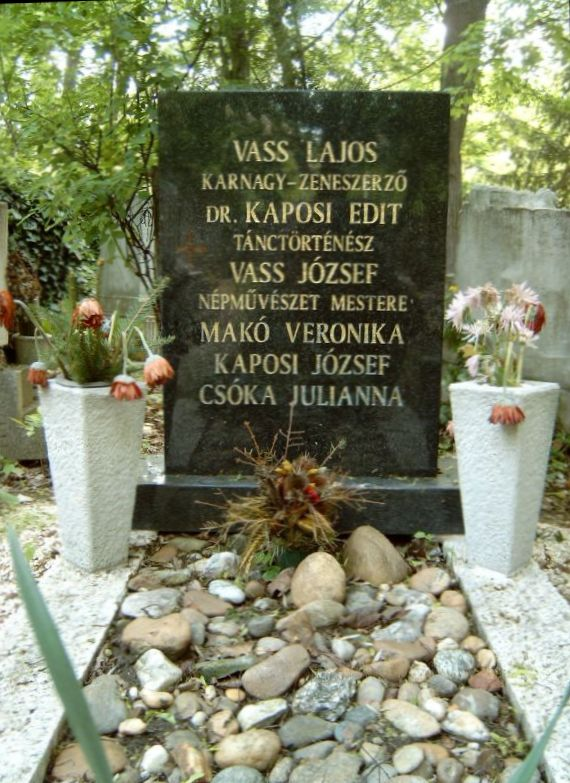
Vass Lajos és Kapos Edit sírja Budapesten. Új köztemető: 20-5-1.

## Magánélete
1948–1992 között Vass Lajos (1927–1992) karnagy, zeneszerző volt a párja. Egy fiuk született: Dániel (1953).

## Művei
- Népi táncainkról (Budapest, 1952)
- Magyar népi táncok, táncos népszokások (Maácz Lászlóval, Budapest, 1958)
- Magyar tánctörténeti áttekintés a honfoglalástól a felvilágosodásig (Budapest, 1959)
- Kis könyv a táncról (Merényi Zsuzsával, 1961)
- A társtáncok története a reneszánsztól napjainkig (Budapest, 1976)
- Magyar táncművészet (Pesovár Ernővel, 1985)
- Bodrogköz táncai és táncélete 1946–1948 (1999)